# Goraj
Goraj – miasto w Polsce, położone w województwie lubelskim, w powiecie biłgorajskim, siedziba miejsko-wiejskiej gminy Goraj. Historycznie położony jest w Małopolsce (początkowo w ziemi sandomierskiej, a następnie w ziemi lubelskiej).
Miejscowość uzyskała lokację miejską przed 1405 rokiem. Prawa miejskie utracił 13 stycznia 1870. Miejscowość uzyskała ponownie status miasta 1 stycznia 2021.
Od 1870 do 1954 siedziba gminy Goraj w powiecie zamojskim; od 1923 w powiecie biłgorajskim. 1 kwietnia 1930 gminę Goraj zniesiono, a Goraj włączono do gminy Frampol. Rozporządzenie to uchylono retroaktywnie 29 lipca 1939. W latach 1954–1972 siedziba gromady Goraj, a od 1973 ponownie gminy Goraj. W latach 1975–1998 miejscowość administracyjnie należała do województwa zamojskiego. 
| SIMC    | Nazwa    | Rodzaj       |
| ------- | -------- | ------------ |
| 0887701 | Folwarki | część miasta |

Według Narodowego Spisu Powszechnego (marzec 2011 r.) miasto liczyło 968 mieszkańców.
Miasto jest siedzibą rzymskokatolickiej parafii Parafia św. Bartłomieja.

## Toponimia
Goray 1377, Goraj 1581 – położenie górzyste okolicy tłumaczy nazwę topograficzną, gdyż goraj „miejsce górzyste” pochodzi od góra, jest kilka identycznych nazw miejscowości np. koło Czarnkowa, Łęczycy, i Międzyrzecza. Zapis z 1377 informuje o wariancie nazewniczym Łada (rzeka przepływająca przez Goraj)

## Historia

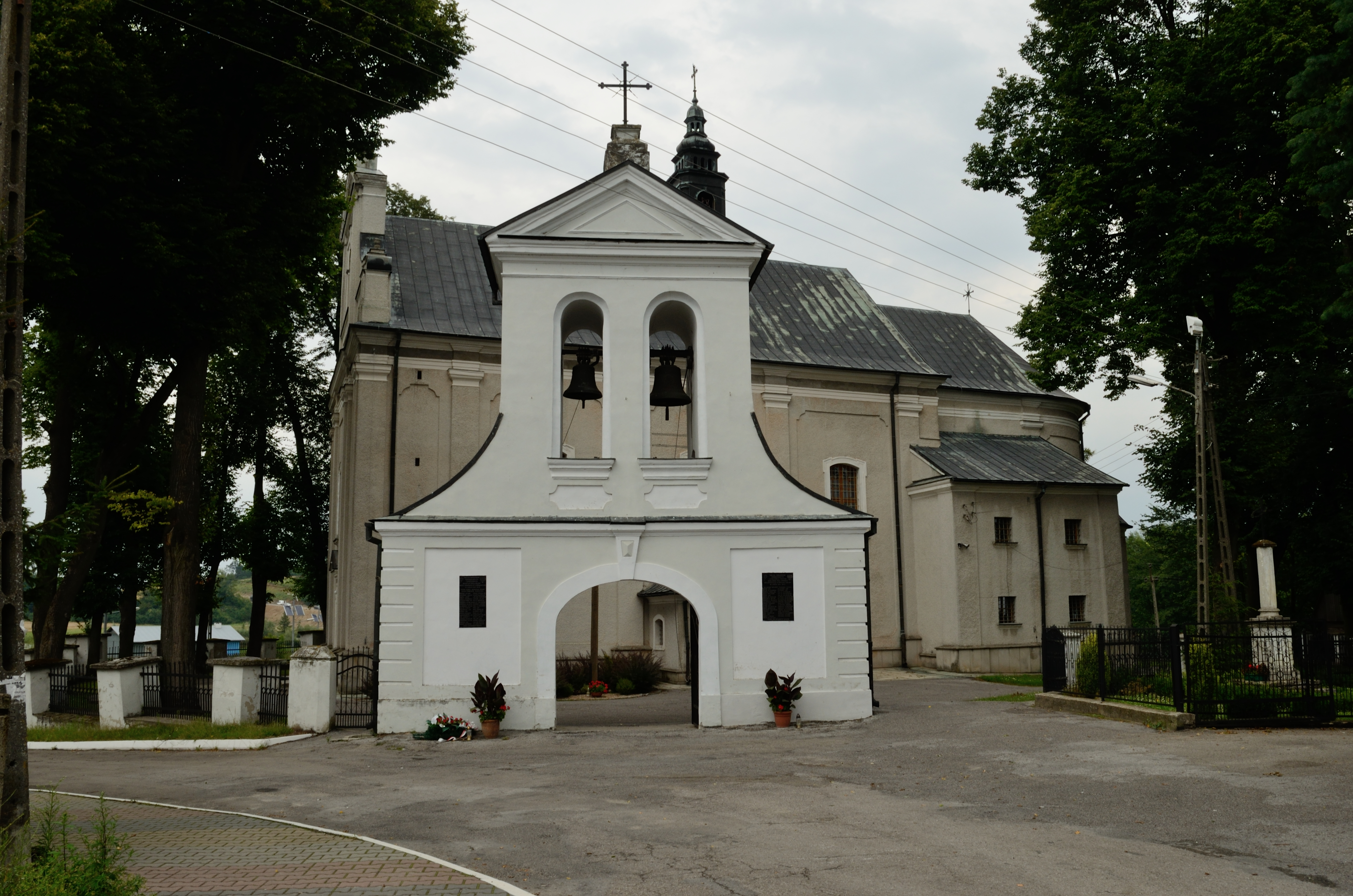
Kościół w Goraju

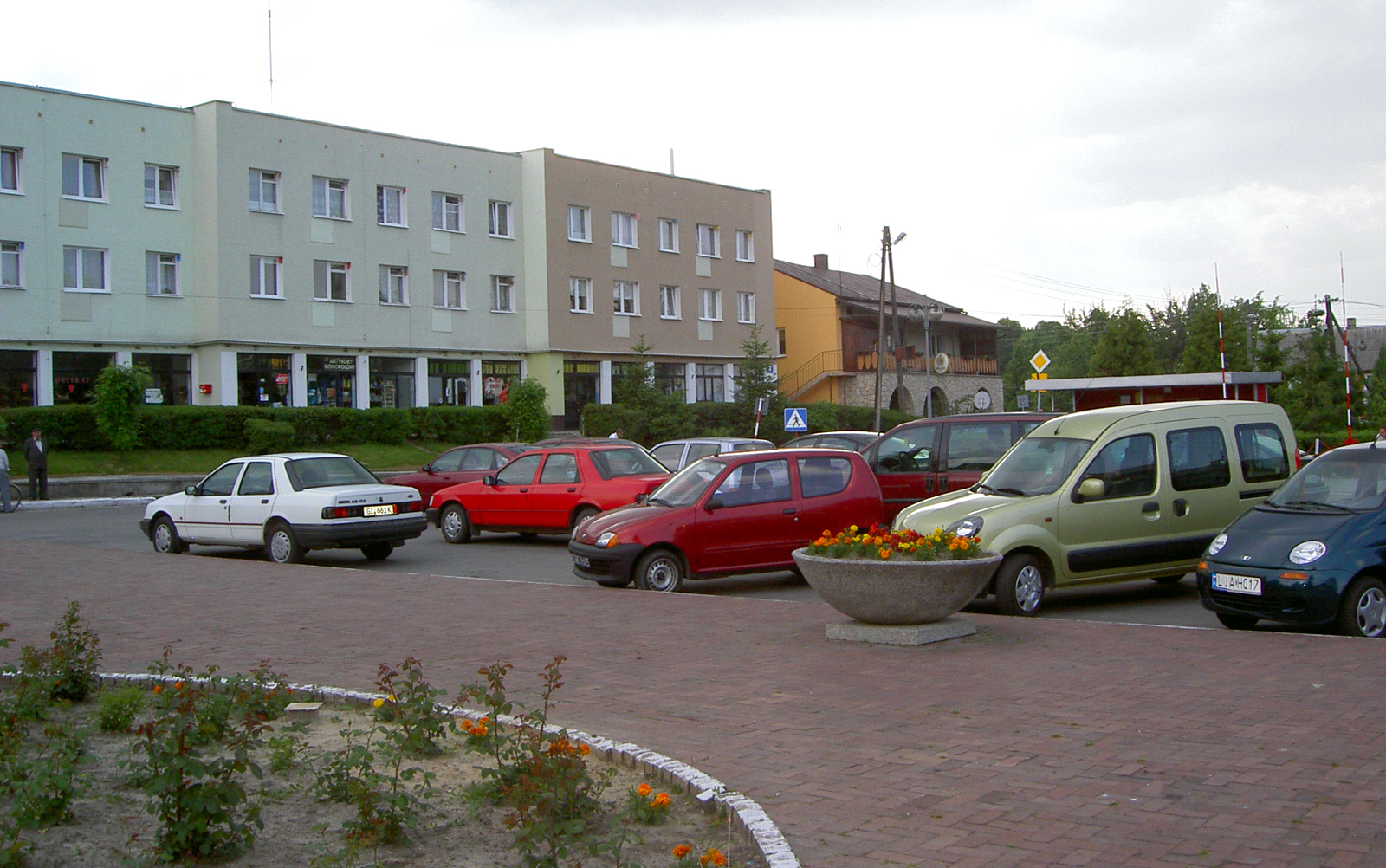
Bloki mieszkalne w rynku

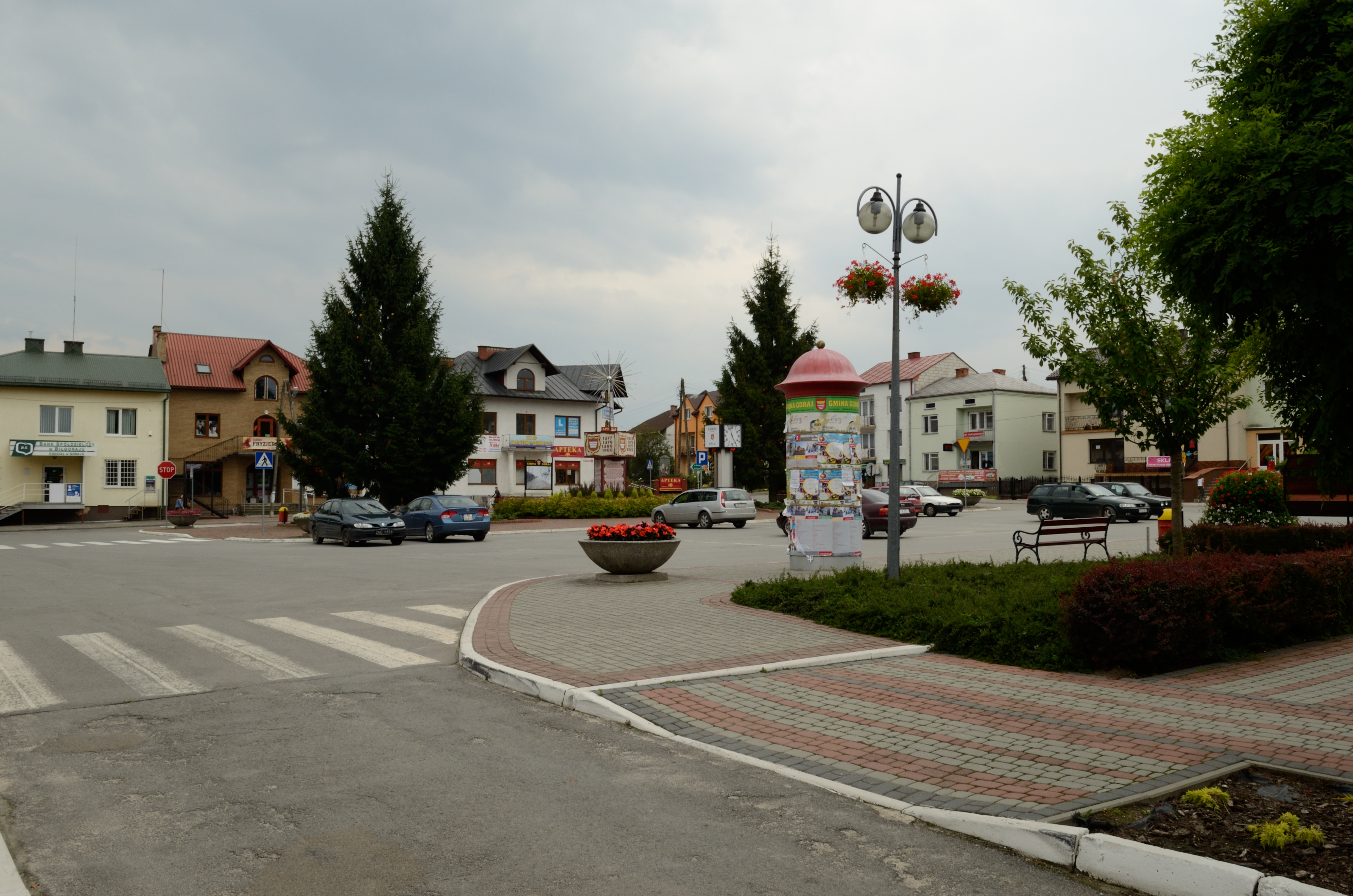
Rynek w Goraju

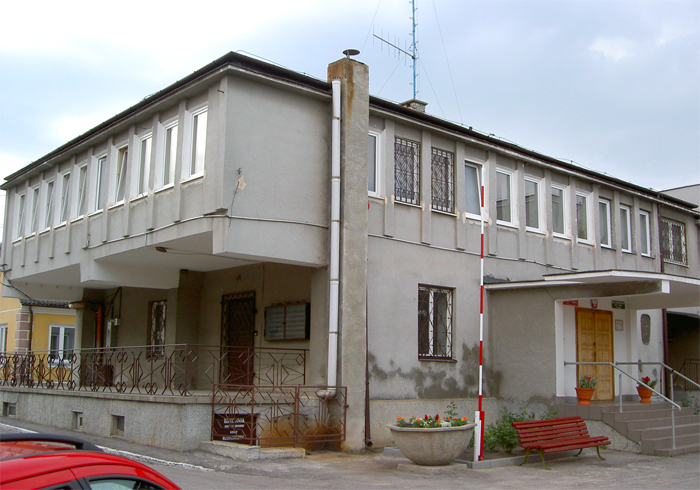
Ratusz w Goraju

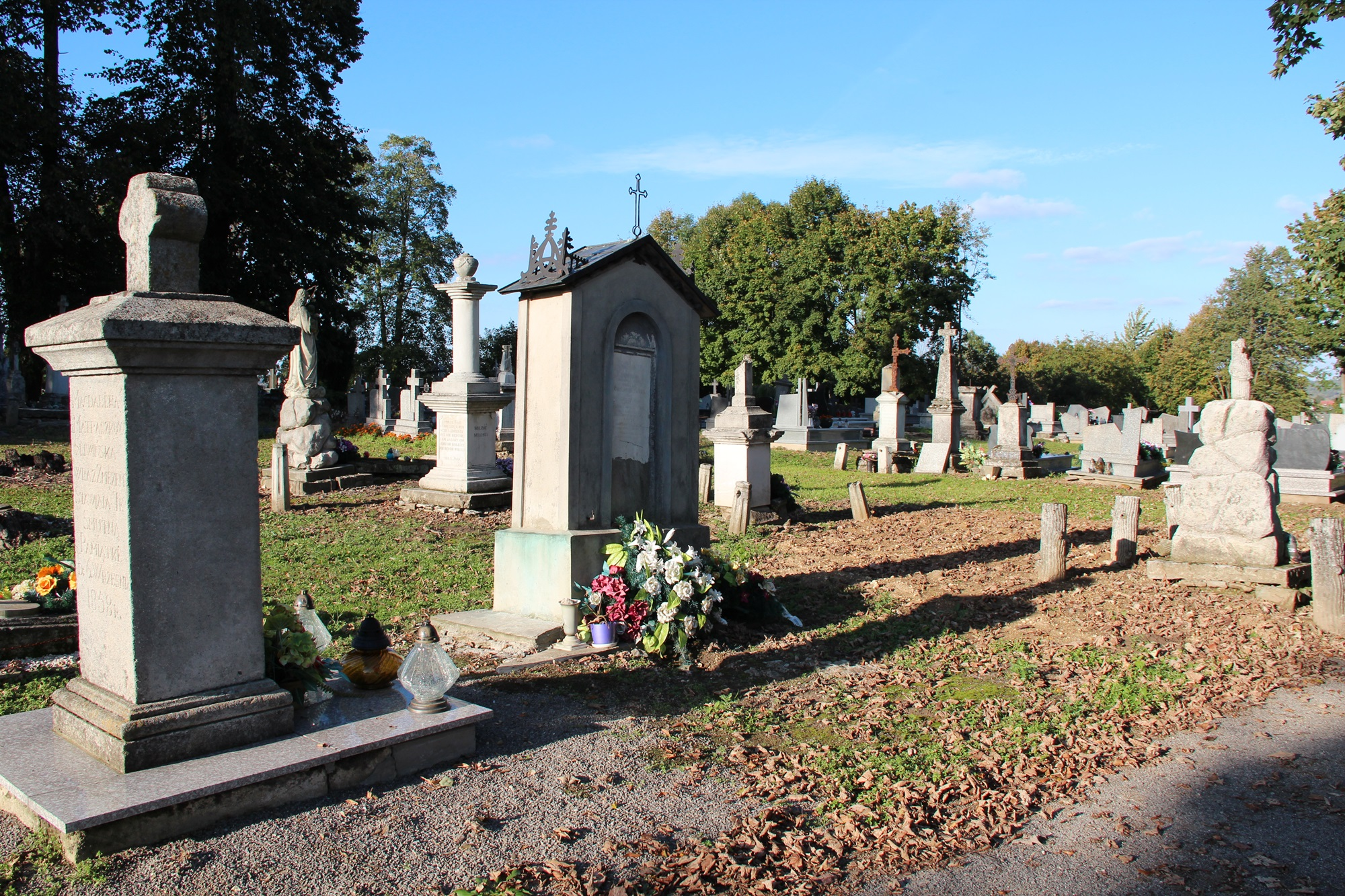
XIX-wieczne nagrobki na cmentarzu parafialnym

Początki Goraja nie są dotąd w pełni poznane. Powstanie Goraja łączy się z nadaniem Dymitrowi i Iwoni z Klecia, w 1377 roku przez Ludwika Węgierskiego „castrum nostrum Goray alio Lada... cum villis Lada, Radzięcin...”. Zamek Goraj, nazwany też Łada, musiał mieć zaplecze gospodarcze w formie podgrodzia, którym mogła być właśnie osada Goraj, a nie Łada oddzielnie wymieniona wśród innych nadanych wsi. Nazwa Goraj występuje zresztą wcześniej, „Demetrio de Goray” jest podpisany na dokumencie Władysława Opolczyka z 1375 roku nadającym prawo Magdeburskie dla miasta Jarosławia. Słusznie więc S. Arnold przyjmuje, że nadania dokonał jeszcze Kazimierz Wielki zaś Ludwik je tylko potwierdził. Nie jest też znana data nadania Gorajowi prawa magdeburskiego jako „oppidum” jest wymieniony dopiero pod rokiem 1405, lecz już w 1379 roku nastąpiła erekcja parafii, musiał więc być Goraj już wtedy miastem. W źródłach historycznych Dymitr z przydomkiem „z Goraja” występuje już w roku 1373 można więc zakładać, że wtedy Goraj otrzymał prawa miejskie. Jest wprawdzie wymieniony niekiedy rok 1398 jako data nadania Gorajowi prawa magdeburskiego, a przodkowie Dymitra z przydomkiem „Goray” wspomniani już w roku 1290, jednakże informacje te nie znalazły potwierdzenia w materiałach źródłowych. Nadanie Goraja Dymitrowi zostało potwierdzone przez Władysława Jagiełłę w 1389 roku. Po śmierci Dymitra nastąpiły w latach 1400 i 1405 działy rodzinne. Goraj pozostawał w rękach rodziny Gorajskich do roku 1508 kiedy dobra przejął Mikołaj Firlej z Dąbrowicy, sprzedając je w 1517 roku Wiktorowi Sienieńskiemu, ten w 1540 roku Andrzejowi Górce, od którego syna Stanisława w 1579 roku nabył je Paweł Trojanowski. Jako właściciel połowy włości gorajskiej i pełnomocnik posiadaczy drugiej połowy należącej do braci Czarnkowskich, na mocy umowy z 1595 roku Trojanowski sprzedał dobra gorajskie Janowi Zamoyskiemu, który objął je w posiadanie w 1596 roku i wcielił do ordynacji. Odtąd też Goraj stale już pozostawał w Ordynacji Zamojskiej. Wydaje się, że żaden z Gorajskich nie rezydował w Goraju włość bowiem dziedziczyli kolejni, liczni zresztą spadkobiercy wymienieni w aktach z 1428, 1445, 1468, 1480, 1501 roku. Tym bardziej nie mieszkali tu następujący po nich nabywcy obcy mający rezydencje w siedzibach swoich rodów. W Goraju rządzili dzierżawcy dbający przede wszystkim o swoje dochody i to też było przyczyną zupełnego upadku jednego z najstarszych na Zamojszczyźnie zamku. Z jego gruzów został zapewne wzniesiony dwór zarządcy klucza gorajskiego Ordynacji, który przetrwał do 1615 roku, kiedy zbudowano nowy dom dworski. Po zamku pozostały jedynie wspomnienia, że nad stawem, „nad, którym stoi folwark Zagrody, spod zabudowań tegoż wydobywają się szczątki kamienia i wapna w dość obfitej ilości i o znacznych rozmiarach”. Z czasów posiadania miasta przez Stanisława Górkę należy wspomnieć założony przez niego zbór kalwiński, który przetrwał być może do 1625 roku.

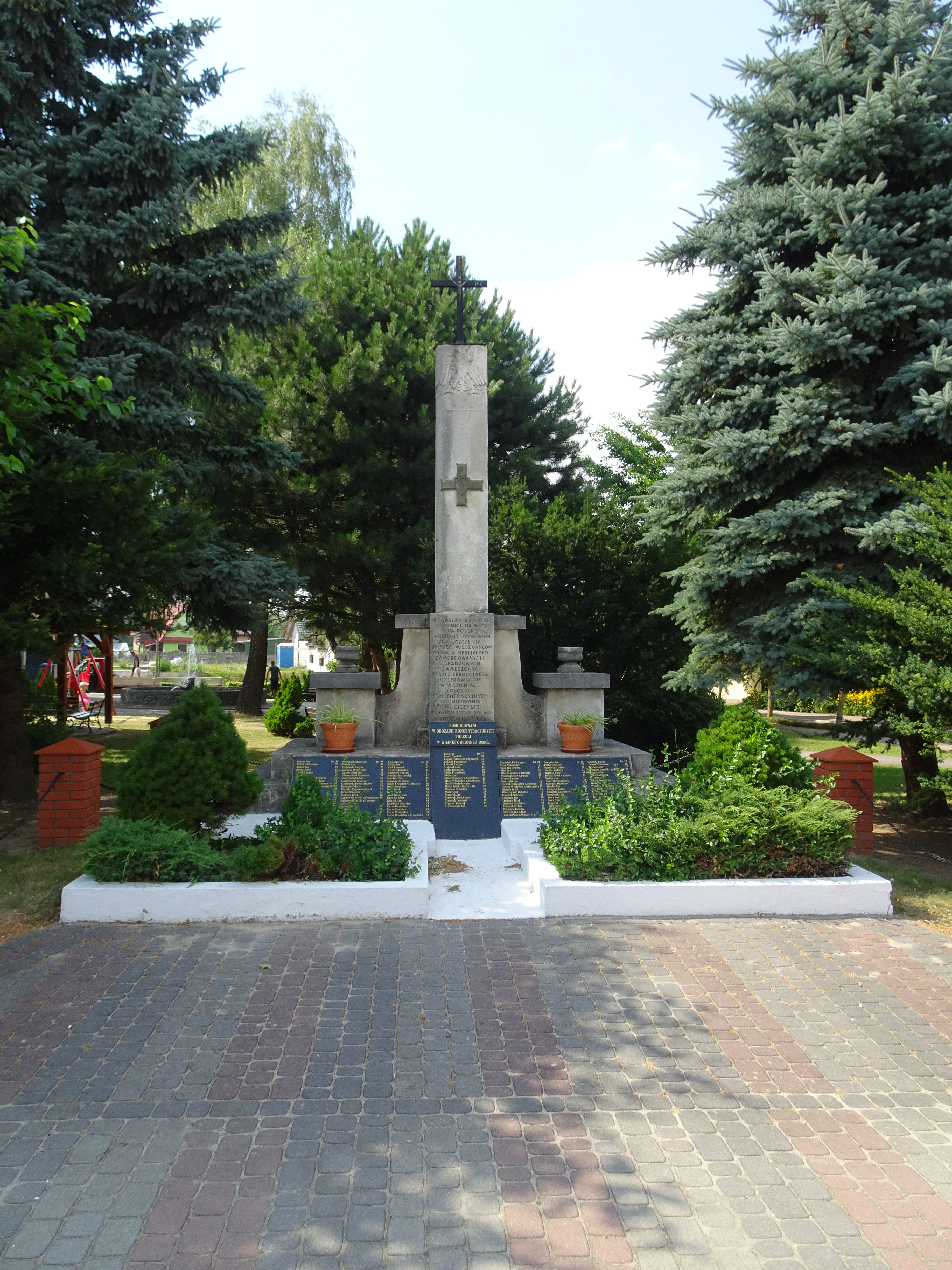
Pomnik na rynku

Parafia w Goraju została erygowana w 1379 roku i wtedy też Dymitr fundował kościół drewniany pod wezwaniem św. Bartłomieja przeznaczając na jego fundusz wieś Branewkę. W 1520 roku zbudowano nowy kościół. Była też wówczas w Goraju stara kaplica. Kościół z 1520 roku został zniszczony wraz z kaplicą przez kalwinów w 1598 roku. Trzeci z kolei kościół zniszczyli Szwedzi. Ostatni kościół drewniany spłonął w 1780 roku. W latach 1779–1782 ówczesny proboszcz, a zarazem profesor Akademii Zamojskiej ks. Baltazar Dulewski wzniósł obecny kościół murowany, który również uległ pożarowi w 1795 roku, lecz wkrótce został odbudowany. Zniszczona przez Niemców podczas okupacji murowana synagoga pochodziła z pierwszej połowy XVII wieku, odbudowywana była w końcu XVII wieku po wojnach szwedzkich.
Goraj był miasteczkiem przede wszystkim rzemieślniczym. Już w 1566 roku powstał tu cech tkacki, w 1637 roku kuśnierski, w 1639 roku szewski. Z czasem osiedlili się tu nawet sukiennicy Niemcy mając w 1861 roku 25 warsztatów. Przemysł tkacki upadł w czasie pierwszej wojny światowej. Zabudowa miasteczka była wyłącznie drewniana, murowany był tylko kościół i synagoga. Rynek otaczały domy podcieniowe ustawione szczytowo, jeden dom narożny, zapewne karczma, usytuowany był równolegle do pierzei rynku, miał on nadto nietypowy dach łamany. Domy gorajskie należały do najpiękniejszych jakie znamy z terenów południowej Lubelszczyzny. Większość z nich była pokryta wysokimi dachami naczółkowymi, ale właśnie w Goraju reprezentowane były niemal wszystkie typy dachów: najliczniej występujący naczółkowy, dalej łamany polski, krakowski, mansardowy, półszczytowy, czterospadowy i dwuspadowy. Podcienia przy rynku były wsparte na profilowanych słupach, większość domów miała drzwi zewnętrzne frontowe z półkolistymi zamknięciami nadproży. Zabudowa ta została spalona w czasie pierwszej wojny światowej, znana jest dzięki zachowanym fotografiom i dawniejszym opisom. Nikłym wspomnieniem tej zabudowy są przetrwałe dotąd dwa bardzo skromne domy z półkolistymi nadprożami: przy ulicy Kościelnej z 1795 roku i przy ulicy Nadrzecznej z tego samego okresu.
Zamek Goraj został założony na wzgórzu wznoszącym się nad przylegającym do niego od południa dużym stawem, przez który przepływała rzeczka Biała Łada. Od północnego zachodu rozciągały się bagniste łąki, od wschodu teren znacznie się wznosił. Warunki fizjograficzne wyznaczały miejsce na zaplecze gospodarcze zamku – podgrodzie – ulokowane na południu, łączące się z zamkiem drogą biegnącą brzegiem stawu. Ukształtowanie terenu wyraźnie wyznaczało obszar rozwijającego się miasteczka i możliwości jego rozbudowy. Zakładając, iż lokalizacja miasta nastąpiła w 1373 roku wypada przyjąć, że wówczas wytyczono kwadratowy rynek zorientowany narożami do stron świata. Za narożem północnym, od strony zamku, wyznaczono miejsce na kościół, który stanął tu w 1379 roku. Względnie płaskie tereny za narożem południowym przeznaczono na zabudowę mieszczańską założoną na układzie szachownicowym. I to w zasadzie wyczerpywało możliwości rozwojowe właściwego organizmu miejskiego. Przybywająca ludność musiała osiedlić się po wschodniej stronie rzeczki, za łąkami we wsi nazwanej Zastawie, oraz na południu w Wólce Gorajskiej nazwanej później Bononią. Mimo całkowitego zniszczenia dawnej zabudowy, pierwotny układ urbanistyczny Goraja został zachowany do dziś.
13 stycznia 1870 r. pozbawiono Goraj praw miejskich i zmieniono go na osadę. W długiej historii Goraja znane są pieczęcie z herbami: z 1581 roku z herbem „Łodzia” Górków i trzy pieczęcie późniejsze z herbem Zamoyskich „Jelita”. W posiadaniu Górków pozostawał Goraj bardzo krótko, był już zresztą miastem, podobnie jak był miastem za Zamoyskich. Prawa miejskie uzyskał Goraj za sprawą Dymitra z Goraja, wydaje się słusznym by za herb Goraja uznać herb Dymitra „Korczak”.
W październiku 1943 roku gorajscy Żydzi zostali wywiezieni do Frampola, a stąd do obozu zagłady w Bełżcu.

## Zabytki
- Kościół parafialny św. Bartłomieja Apostoła, murowany 1779-1782
- dzwonnica – brama i mur ogrodzenia cmentarza kościelnego z 1782 roku
- dwa domy drewniane: ul. Kościelna 7 z 1795 roku i ul. Janowska 24 z XIX wieku. (Dom na Kościelnej 7 został rozebrany w 2008 r.)
- pomnik na cmentarzu żydowskim

## Goraj w kulturze
W Goraju z czasów po najazdach Chmielnickiego, miasteczku do 1943 roku zamieszkałym przez wielu Żydów, rozgrywa się akcja debiutanckiej powieści Izaaka Baszewisa Singera Szatan w Goraju (opublikowanej w odcinkach w latach 1933–1934 w czasopiśmie literackim Globus).

## Sport
W Goraju funkcjonuje Ludowy Klub Sportowy Metalowiec Goraj – amatorski klub piłkarski. Obecnie drużyna seniorów gra w klasie okręgowej, grupa: Zamość.